# Щирість

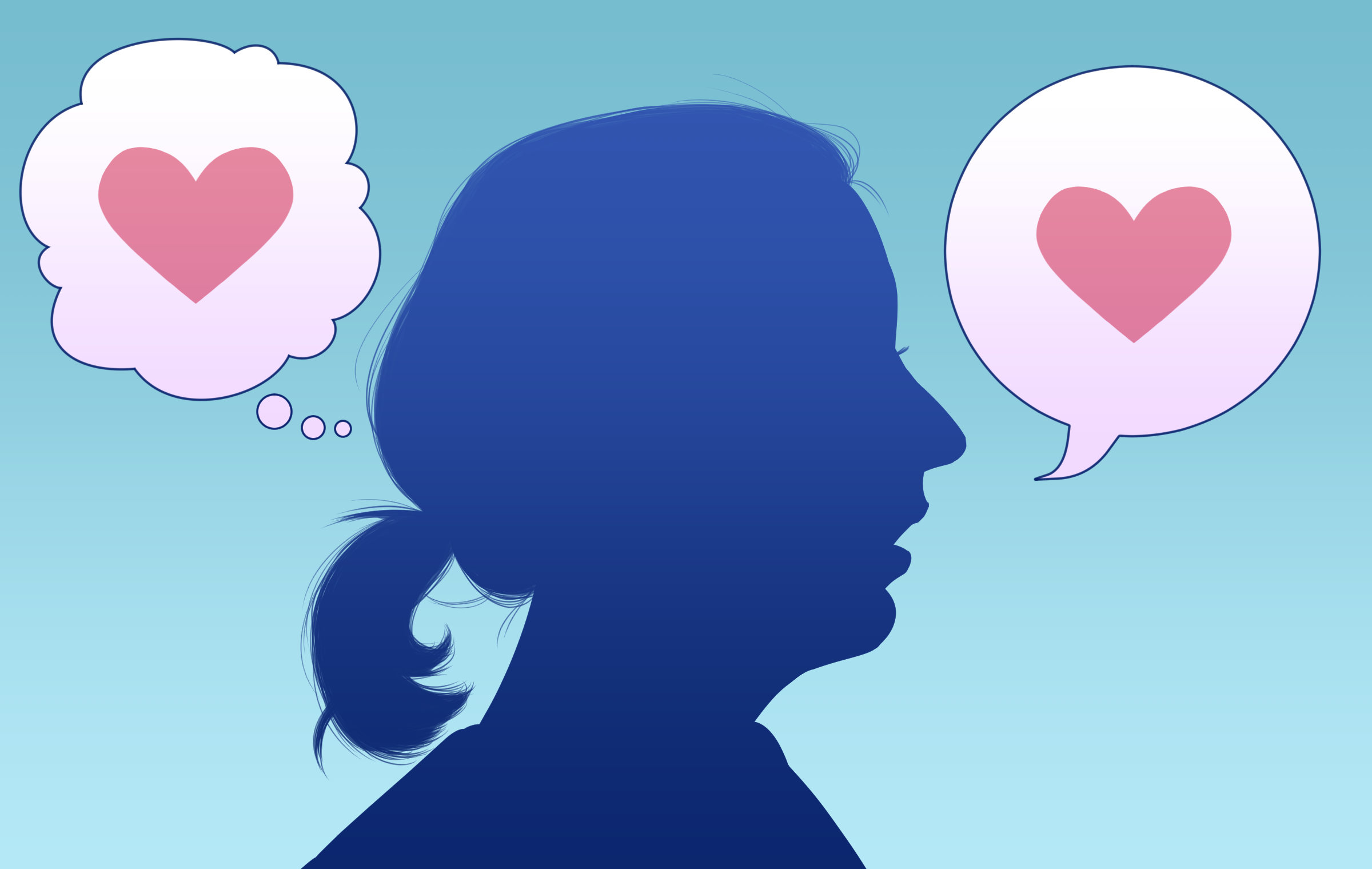
Силуетне зображення жінки, яка говорить те, що думає.

Щирість — одна з важливих позитивних рис особистості, яка виявляється у чесності, правдивості, відсутності протиріч між реальними почуттями та намірами стосовно іншої людини (або групи людей) і тим, як ці почуття і наміри підносяться їй на словах.

## Трактування
Найважливіша ознака нещирості — неузгодженість між словесними заявами та невербальними знаками (жестами, мімікою, інтонацією), які мовець не завжди може контролювати.
Зазвичай, щирість розцінюється як позитивна особиста якість. Однак, щирість вступає в протиріччя з ввічливістю, з нормами західного етикету, які обмежують висловлювання «в очі» негативних оцінок, що можуть бути образливими або образливими з погляду співрозмовника. З точки зору бусідо подібна відсутність щирості вважається лицемірством.
Відвертість – готовність людини повідомити насамперед про приватні, інтимні аспекти свого життя чи прихованні для інших людей сторони свого життя. Відверті люди, як правило, мають багато позитивних
моральних якостей, насамперед щирість і довірливість. Однак недоречна, небажана відвертість (особливо між незнайомими чи малознайомими людьми) також може розцінюватися співбесідником як порушення етикету.